# Грегори Манкю
Николас Грегори (Грег) Манкю (на английски: Nicholas Gregory Mankiw, р. 3 февруари 1958) е американски макроикономист. От 2003 до 2005 г. Манкю е председател на Съвета на икономическите съветници на президента Джордж У. Буш. Неговите публикации са сред най-влиятелните сред 22 000 икономисти, според класацията на RePEc.
Автор е на два популярни учебника (ниво – колежи), единият за макроикономика (текст за средно ниво в областта) и по-известният, който е „Принципи на икономиката“ (Principles of Economics). По света са продадени повече от 1 милион екземпляра от двете книги в преводи на 17 езика.
Манкю става влиятелна фигура в блогосферата и онлайн журналистиката, след като започва да води своя блог. Блогът, първоначално направен, за да помага на неговите Ec10 студенти придобива аудитори, простираща се далеч извън границите на студентите от класа за въведение в икономиката. В частност той го използва за платформа за популяризиране и защита на приложението на Pigovian данък, като например доходно-неутрален въглероден данък; към този момент Манкю основава своя неформален Пигу клуб.

## Избрана библиография
- N. Gregory Mankiw. Small Menu Costs and Large Business Cycles: A Macroeconomic Model of Monopoly //  Quarterly Journal of Economics 100 (2).   The MIT Press, 1985. DOI:10.2307/1885395. с. 529 – 537.
- A Contribution to the Empirics of Economic Growth //  Quarterly Journal of Economics 107 (2).   The MIT Press, 1992. DOI:10.2307/2118477. с. 407 – 437.
- N. Gregory Mankiw. Principles of Economics. 1st.   Fort Worth, Texas, Dryden Press, 1998. ISBN 0-03098238-3.
  - N. Gregory Mankiw. Principles of Economics. 4th.   South-Western College Pub, 2006. ISBN 0-324-22472-9.
  - N. Gregory Mankiw. Principles of Economics. 6th.   Cengage Learning, 2011. ISBN 978-0-538-45305-9.
- New Keynesian Economics // David R. Henderson (ed.). Concise Encyclopedia of Economics. 2nd.   Indianapolis, Library of Economics and Liberty, 2008. ISBN 978-0865976658. OCLC 237794267.
- N. Gregory Mankiw. Macroeconomics (7th Edition).   Worth Publishers, 2010. ISBN 978-1-4292-1887-0.